# Янкин, Николай Петрович
Никола́й Петро́вич Я́нкин (8 ноября 1887, Санкт-Петербург — не ранее лета 1942) — российский и советский художник.

## Биография
Николай Янкин родился 8 ноября 1887 года в Санкт-Петербурге. Детство провёл в Лесном (Санкт-Петербург).

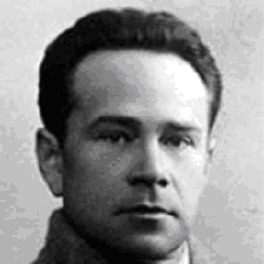
Николай Лапшин

В 1909 году Янкин поселился в потомственном доходном доме Янкиных (Большой Сампсониевский проспект, дом 16) на Выборгской стороне, где жила родственная семья Лапшиных (тётя Николая Янкина, сестра отца, была замужем за Фёдором Лапшиным). В 1918 году дом был национализирован и Николай Янкин его покинул. В этом доме продолжилась завязавшаяся ещё в детстве дружба Николая Янкина с младшим на два месяца двоюродным братом Николаем Лапшиным, которая не прекращалась до конца жизни Лапшина, умершего первым в 1942 году во время блокады Ленинграда. Эта дружба во многом определила участие Янкина в авангардном движении.

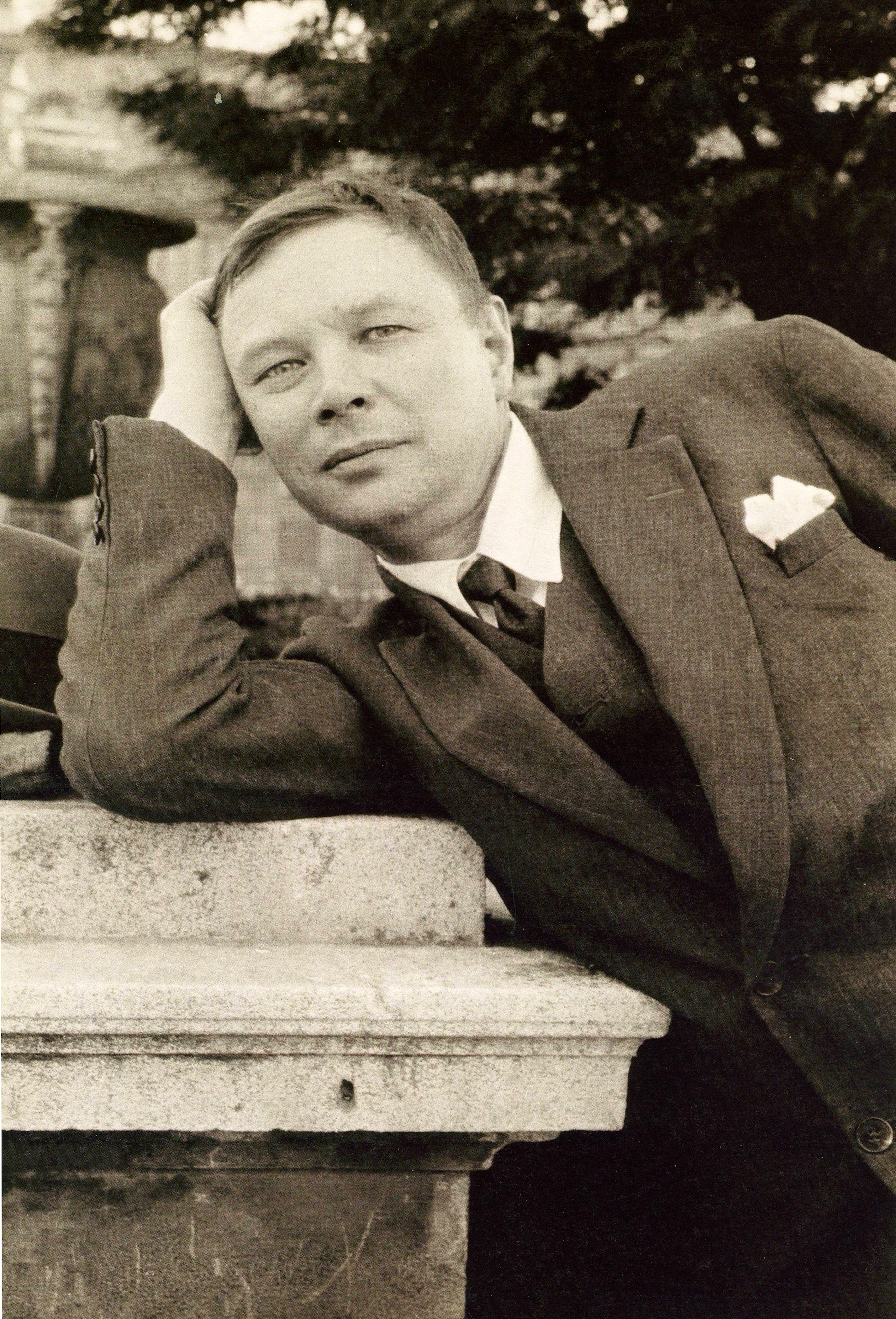
Михаил Ларионов

Учился в начальной школе ЦУТР вместе с Николаем Лапшиным. В 1904 году после окончания четырёхклассного городского училища поступил в орнаментальный класс ЦУТР. Проходил практику в Народной художественной школе. ЦУТР Николай Янкин окончил «по классу росписи, клеевой живописи» (по воспоминания Лапшина) 21 декабря 1911 года со званием художника прикладного искусства. Также окончил курсы ручного труда при Петроградском учительском институте.

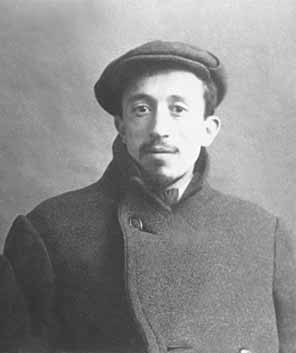
Михаил Ле-Дантю

Николай Янкин участвовал в росписях Морского Никольского собора в Кронштадте (летом 1916 года или ранее). Между 1915-м и 1917 годом Янкин участвовал в росписях Таврического, Юсуповского дворца (вместе с Владимиром Конашевичем, Сергеем Чехониным, Николаем Тырсой).
Как прикладник по дереву выполнял частные заказы в столярных мастерских.
Через Михаила Ле-Дантю, соученика Николая Лапшина по реальному училищу, Николай Янкин вошёл в круг Михаила Ларионова и в марте 1914 года принял участие в выставке «№ 4. Футуристы, лучисты и примитив», где экспонировал одну работу — «Дама на набережной».
Николай Янкин посещал квартиру Веры Ермолаевой и был участником литературно-художественной группы «Бескровное убийство», выпускавшей одноимённый журнал. Сохранились два рисунка Янкина для 5-го выпуска журнала «В тылу» (1915).

### Семья
- Родители:
  - Отец — потомственный почётный гражданин Пётр Николаевич Янкин[1] (умер 15.11.1901); похоронен на кладбище московского Новоалексеевского монастыря.
  - Мать — Елизавета Алексеевна Янкина[1].
- Тётя (сестра отца) — Мария Николаевна Лапшина (урождённая Янкина)[1].
  - Двоюродный брат — Николай Фёдорович Лапшин (1888—1942), российский и советский художник[1].

## Творчество

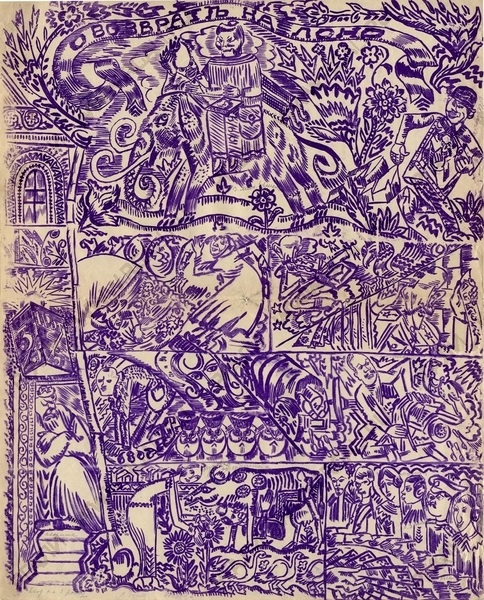
Михаил Ле-Дантю. «О возврате на лоно». Рисунок для одноимённого выпуска журнала "Бескровное убийство (осень 1916). На рисунке изображены Вера Ермолаева, Михаил Ле-Дантю, Николай Янкин, Николай Лапшин, Екатерина Турова, Михаил Бернштейн, Роза Левинсонд, В. А. Кузнецов. Этот рисунок — единственное известное изображение Николая Янкина

Как художник прикладного искусства и производственник занимался главным образом обработкой дерева.

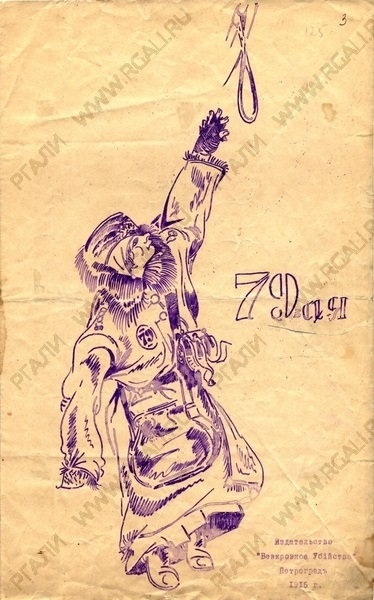
79-я
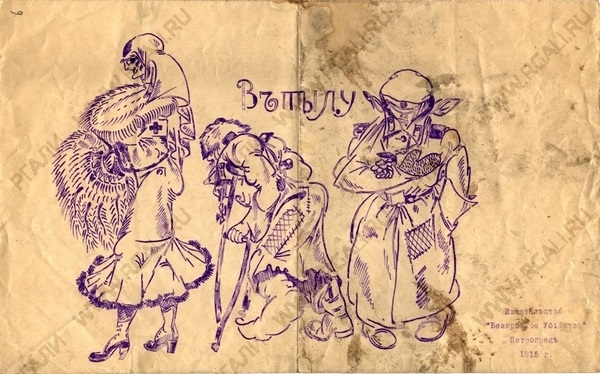
В тылу. Рисунки для журнала «Бескровное убийство» (1915)

## Преподавательская деятельность и деятельность в сфере образования
Всю жизнь совмещал деятельность художника и преподавателя.
До Октябрьского переворота был учителем черчения в 15-м и 16-м четырёхклассных мужских городских училищах и в Торговой школе Владимирского общества содействия коммерческому образованию.

## Иконография
Единственное известное на 2013 год изображение Николая Янкина — рисунок Михаила Ле-Дантю «О возврате на лоно» для одноимённого выпуска (№ 17 по списку Ольги Лешковой) журнала «Бескровное убийство» (осень 1916).